# Uroleucon pseudomuermosum
Uroleucon pseudomuermosum är en insektsart som beskrevs av De Carvalho 1998. Uroleucon pseudomuermosum ingår i släktet Uroleucon och familjen långrörsbladlöss. Inga underarter finns listade i Catalogue of Life.